# 德士隆科技有限公司

温州德士隆科技有限公司（DSL TECH），前身为“温州大隆机器有限公司”，成立于1995年，是一家中国浙江省温州市的高科技制鞋设备生产企业。

## 历史
该公司成立于1995年，更名于 2014 年，从事制鞋设备的研发与生产。

## 产品与服务
公司主要生产各种制鞋设备，包括前帮机、后帮机、中后帮机、压底机、打钉装跟机、定型机、按摩机、数控切割机等。

## 科技创新与认证
公司拥有多项国内外产品技术专利，参与多个国家级科技项目，包括“火炬计划”等。

## 荣誉与奖励
2002 年，公司获得“中国鞋都首届功勋企业”称号（温州人民政府授予）。